# Annet Nieuwenhuijzen
Annet Nieuwenhuijzen (Utrecht, 7 november 1930 – Amsterdam, 5 augustus 2016) was een Nederlands actrice. Zij speelde jarenlang voor toneelgezelschappen als De Haagse Comedie, het Rotterdams Toneel, Globe en het Publiekstheater.
Voor haar creaties van rollen uit het Griekse repertoire en rollen in stukken van Tsjechov, Ibsen en Brecht ontving Nieuwenhuijzen tweemaal de Theo d'Or. Zij schuwde het lichte genre niet. In musicals bleek zij een begaafd zangeres. Daarnaast was zij ook televisieactrice. Voor haar aandeel in de film Leedvermaak kreeg zij een Gouden Kalf. Haar stem was te horen in verschillende films van Walt Disney, onder andere in De Reddertjes, Alice in Wonderland en Assepoester.
Zij was draagster van de Theo Mann-Bouwmeesterring, de hoogste onderscheiding voor een Nederlands actrice. Na rijp beraad schonk zij de ring in 1994 aan Anne Wil Blankers.
Televisiepresentator Kick Stokhuyzen was, tot zijn overlijden, jarenlang haar partner. Haar laatste jaren deelde ze met theaterhistorica Xandra Knebel, met wie ze in 2012 was getrouwd. Ze woonden in Amsterdam-Zuid. Ze was een zus van de grafisch ontwerper Kees Nieuwenhuijzen en tante van de acteur Victor Reinier. Nieuwenhuijzen overleed op 5 augustus 2016 op 85-jarige leeftijd.

## Televisie

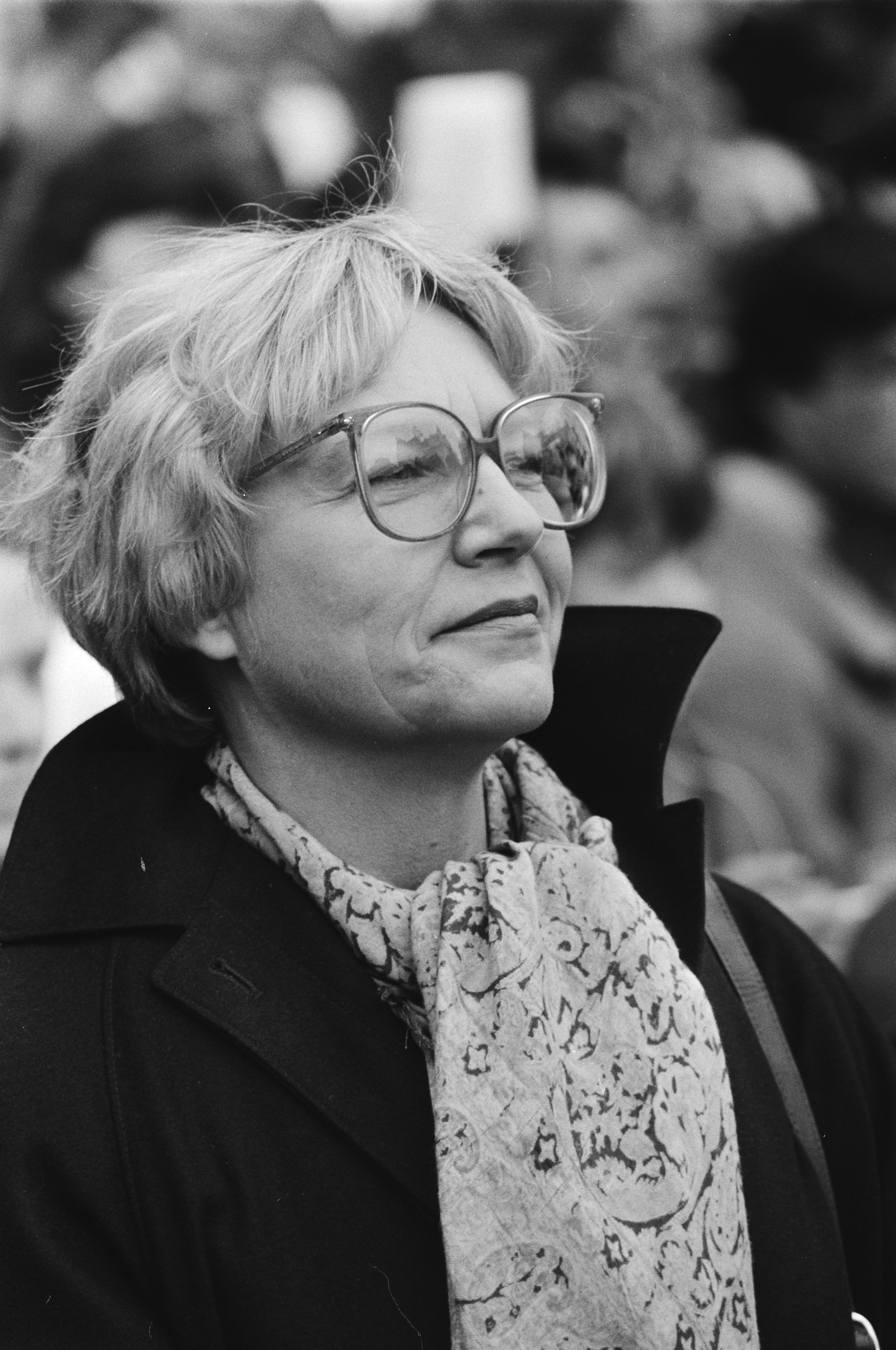
Nieuwenhuijzen in 1982

- Kleren maken de man - Ellen (1957)
- Het grote begin - Maria Magdalena (1963)
- Een bruid in de morgen - Moeder (1974)
- Een pak slaag - Ans Slieps (1979)
- Afzien - Gwen (1986)
- Leedvermaak - Riet (1989). Gouden Kalf in de categorie beste actrice)
- Jaloezieën - Moeder van Rosa (1991)
- Bij nader inzien - Henriette (1991)
- Suite 215 - Aurora (1992)
- Oud Geld - Guusje Bussink-van Mechelen Liepelt (1998-1999)
- Wet & Waan - Professor Boeschoten (2000)
- Masterclass - Actrice 4 (2005)
- Kees & Co - Oude vrouw (afl. Snik, snik, 2006)
- Keyzer & De Boer Advocaten - Fien de Boer (2006, 2007)
- Happy End - Riet (2009)

## Publicaties
- Annet Nieuwenhuijzen: Over De Haagsche Comedie van Cees Laseur en Paul Steenbergen. Eindred.: Xandra Knebel (Ida Wasserman Lezing). Amsterdam, Theater Instituut Nederland, 2007. Geen ISBN
- (audio-CD) Agathie Christie: Het geval van de volmaakte dienstbode. Moord met het meetlint. Voorgelezen door Annet Nieuwenhuijzen. Amsterdam, Rubinstein, 2006. ISBN 90-5444-443-6